# Lolong

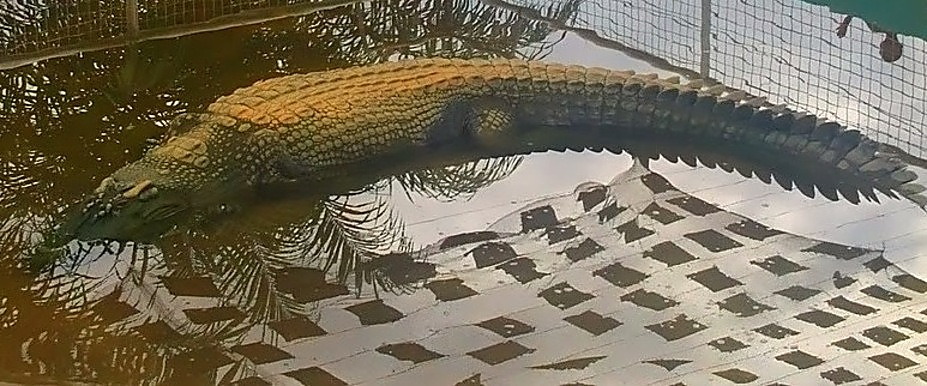
Lolong

Lolong (c.1961 - morto em 10 de fevereiro de 2013) foi o maior crocodilo em cativeiro. Era um crocodilo-de-água-salgada (Crocodylus porosus) medido 6,17 m, e pesando 1 075 kg, tornando-o um dos maiores crocodilos já medidos do focinho a cauda.
Em novembro de 2011, o especialista em crocodilo da Austrália Dr. Adam Britton da National Geographic sedou e mediu Lolong em seu recinto e confirmou-o como crocodilo mais longo do mundo já capturado e colocado em cativeiro.
Lolong morreu em cativeiro em 10 de fevereiro de 2013.

## Captura e habitat
Lolong foi pego em um riacho em Bunawan na província de Agusan del Sur, nas Filipinas, em 3 de setembro de 2011. Ele foi capturado com a colaboração conjunta da unidade do governo local, os moradores, e caçadores de crocodilos de Palawan. O crocodilo gigante foi caçado por um período de três semanas; uma vez que ele foi encontrado, foram necessários cerca de 100 pessoas para trazê-lo para a terra. Ele tornou-se agressivo em vários momentos durante a captura, e por duas vezes rompeu as cordas de contenção. Ele foi estimado como tendo pelo menos 50 anos de idade.
Lolong era suspeito de comer um agricultor que desapareceu na cidade de Bunawan, e também de consumir uma menina de 12 anos de idade, cuja cabeça foi descoberta dois anos antes. Ele também foi o principal suspeito no desaparecimento de búfalos na área. No exame do conteúdo do estômago após sua captura, restos de búfalos foram encontrados, mas sem restos humanos. Especialistas dizem que o potencial turístico do vasto Agusan Marsh precisa de estudo intensivo para evitar encontros fatais entre homem-crocodilo.
Ativistas da organização não-governamental Animal Kingdom Foundation Inc., com a cooperação da People for the Ethical Treatment of Animals, pediram ao governo local de Bunawan a devolver Lolong até o riacho de barangay Nueva Era, onde o réptil gigante foi capturado. Mas, em um debate em curso, prefeito de Bunawan Edwin "Cox" Elorde e os moradores de barangay são contrários a liberdade do crocodilo, argumentando que ele poderia ameaçar as pessoas que vivem nas proximidades do riacho.

## Nome
O crocodilo foi nomeado depois que Ernesto "Lolong" Goloran Cañete, um dos veteranos caçadores de crocodilos do Centro de Reservas de Vida Selvagem de Crocodilos de Palawan, que liderou a caçada. Depois de semanas de perseguição, a caçada a Lolong teve seus efeitos sobre a saúde de Cañete. Ele morreu de um ataque cardíaco vários dias antes do crocodilo ser capturado.

## Cativeiro e exibição
Bunawan fez o Lolong a peça central de um parque de ecoturismo para as espécies encontradas nos pântanos próximos ao município. Prefeito Elorde disse: "Nós vamos cuidar deste crocodilo porque isso vai aumentar o nosso turismo e sabemos que pode ajudar em termos de renda e emprego para as comunidades rurais da cidade".
O crocodilo gigante foi mantido em um recinto no Centro de Reservas Ecoparque de Vida Selvagem de Bunawa em Barangay Consuelo localizado a 8 km da cidade. A exposição foi aberta ao público em 17 setembro de 2011, após a autorização ser recebida do Centro de Conservação de Vida Selvagem de Palawan. O Conselho Municipal de Bunawan aprovou recentemente um decreto regulamentar para cobrar taxas sobre o portão de entrada, estacionamento e outras taxas no Ecoparque onde o crocodilo gigante famoso residia em cativeiro. Embora o Ecoparque possui uma taxa de entrada de 20 pesos para adultos e menos para as crianças, esses recursos serão utilizados para a manutenção do parque e a comida de Lolong. O Ecoparque de Bunawan também sofrer com despesas de energia elétrica, manutenção e outras despesas acessórias, tais como a instalação de câmeras CCTV. De acordo com o Prefeito de Bunawan, Elorde, até 26 de outubro de 2011, o crocodilo famoso já havia ganhado quase meio milhão de pesos em doações, taxas de entrada, e as taxas de estacionamento, com uma renda de cerca de ₱10 000 por mês.

## Guinness World Records
Depois de seis meses de espera desde a visita ao zoólogo o especialista em crocodilos da Austrália o Dr. Adam Britton, Lolong foi oficialmente certificado pelo Guinness World Records como o "maior crocodilo do mundo em cativeiro" medindo 6.17 m. Especialistas do National Geographic Channel descobriram que Lolong quebra o recorde do recordista anterior: um crocodilo-de-água-salgada macho medindo 5.48 m chamado "Cassius" mantido no parque de crocodilos de MarineLand Melanésia em Queensland, na Austrália. A certificação foi lida em público durante a celebração da Araw ng Bunawan.

## Planos futuros
Coordenadora de Imprensa de Bunawan, Welinda Asis-Elorde disse que a unidade do governo local, através de um projeto de parceria público-privada, estará embarcando um projeto de desenvolvimento local de ₱200 milhões para o Ecoparque de Bunawan e o Centro de Pesquisa.
"Nos temos mais de 5 000 crocodilos, alguns deles são gigantes maiores até do que o Lolong em Agusan Marsh aqui em Bunawan, portanto, precisamos de um plano maior para mais visitantes que visitam esta terra natal dos gigantes. Estamos embarcando neste projeto de ₱200 milhões e agora para as gerações futuras", disse ela.
Robert Floyd Salise do Desenvolvimento de Negócios e Planejamento Municipal de Bunawan, disse a PNA em uma entrevista que o projeto incluirá a construção de casas de campo, casas de alojamento ou pousadas, piscinas, um anfiteatro, laboratório e centro de pesquisa, lojas de souvenirs, pavilhão, e outras amenidades.
Lolong foi encontrado morto dentro de seu complexo em 10 de fevereiro de 2013. A necropsia revelou que ele havia morrido de pneumonia e parada cardíaca, que foi agravada por uma infecção por fungos e estresse. Os seus restos mortais forram preservados por taxidermia. No entanto, em julho, foi noticiado que os restos mortais de Lolong estavam no congelador a cinco meses no Parque de crocodilos de Davao, e que o governo local de Bunawan e o Museu Nacional, co-responsável, ainda não tinham aparentemente concordaram com o curso de ação.